# Ruróni Kensin: A vég
Ruróni Kensin: A vég (るろうに剣心 最終章 The Final; Ruróni Kensin Szaisúsó: Za Fainaru; Hepburn: Rurouni Kenshin Saishūshō Za Fainaru) 2021-ben bemutatott japán történelmi akciófilm, mely Vacuki Nobuhiro azonos című mangasorozatán alapul. A filmet Ótomo Keisi rendezte, a főszerepben Szató Takeru, Takei Emi és Mackenyu Arata látható. A 2012-ben bemutatott Ruróni Kensin és a 2014 augusztusában bemutatott Ruróni Kensin: Kjóto taika-hen, valamint Ruróni Kensin: Denszecu no szaigo-hen című filmek folytatása. Eredetileg 2020-ban mutatták volna be, ám a premiert a Covid19-pandémia miatt 2021-re halasztották. Cselekményszála Kensin Jukisiro Enisivel való konfliktusa köré épül, aki Kensin évekkel ezelőtt meggyilkolt feleségének öccse. A filmet Magyarországon a Netflix mutatta be 2021. június 18-án.

## Cselekmény
Kensinnek újra szembe kell néznie a múltjával, amikor felbukkan Jukisiro Enisi, Kensin néhai feleségének öccse. Enisi mindenáron meg akarja bosszulni nővére, Tomoe halálát, és a végsőkig is elmegy, hogy lelkileg összetörje Kensint.

## Szereplők
- Szató Takeru, mint Himura Kensin (Hitokiri Battószai), vándor kardforgató, korábban orgyilkos
- Takei Emi, mint Kamija Kaoru, Kensin szerelme
- Mackenyu mint Jukisiro Enisi, Kensin sógora
- Aoki Munetaka, mint Szagara Szanoszuke, Kensin barátja
- Ónisi Riku, mint Mjódzsin Jahiko, Kaoru tanítványa
- Aoi Jú, mint Takani Megumi, orvosnő, korábban méregkeverő
- Iszeja Júszuke, mint Sinomori Aosi, az Onivabansú kémhálózat tagja
- Cucsija Tao, mint Makimacsi Miszao, az Onivabansú tagja
- Egocsi Jószuke, mint Szaitó Hadzsime, a Sinszengumi egykori tagja, aki jelenleg rendőrként dolgozik, Fudzsita Goró álnéven
- Miura Rjószuke mint Szavagedzsó Csó
- Otoo Takuma mint Ú Heisin
- Curumi Singo mint Uramura rendőrfőnök
- Nakahara Takeo mint Maekava Mijaucsi
- Kamiki Rjúnoszuke mint Szeta Szódzsiró

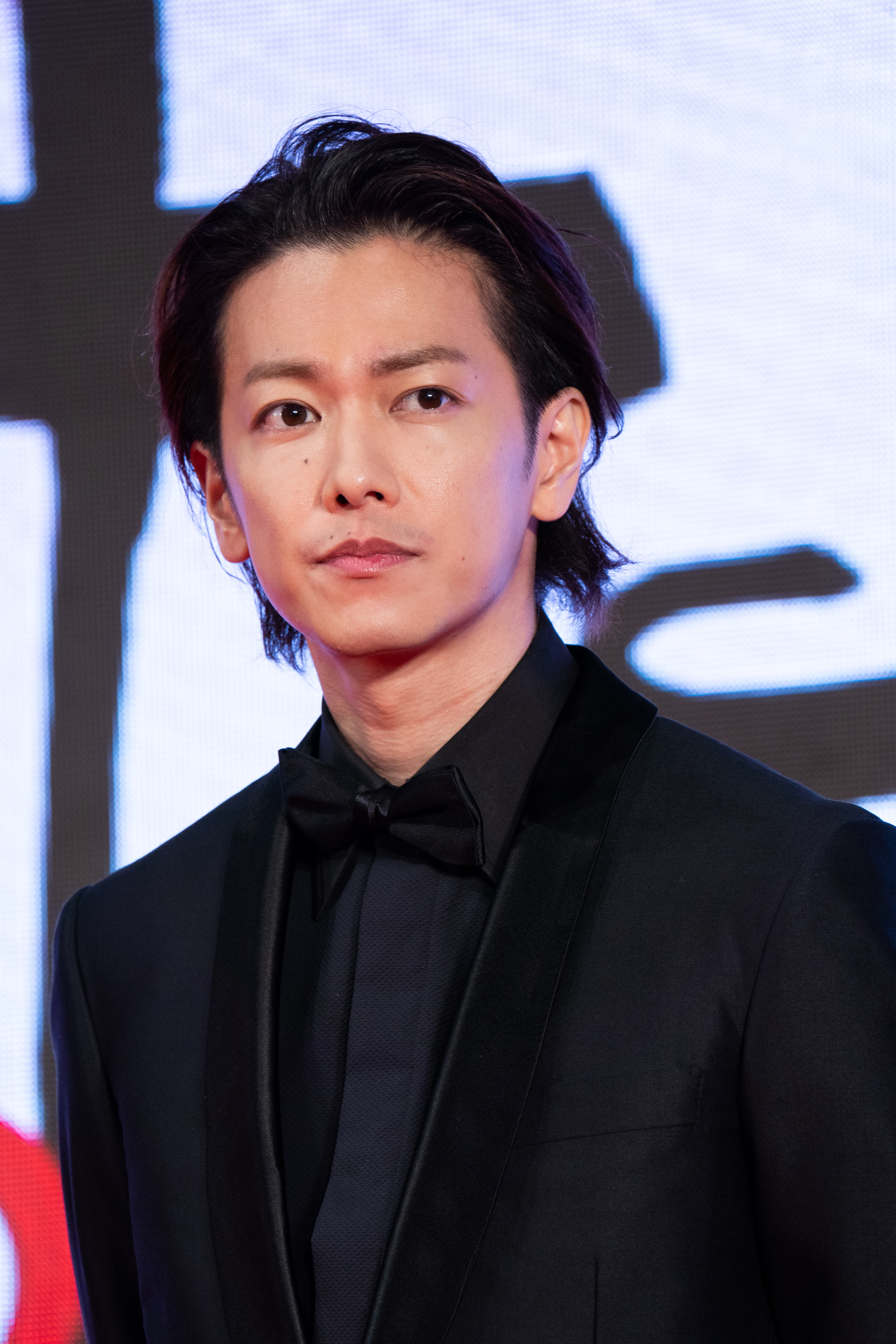
Szató Takeru
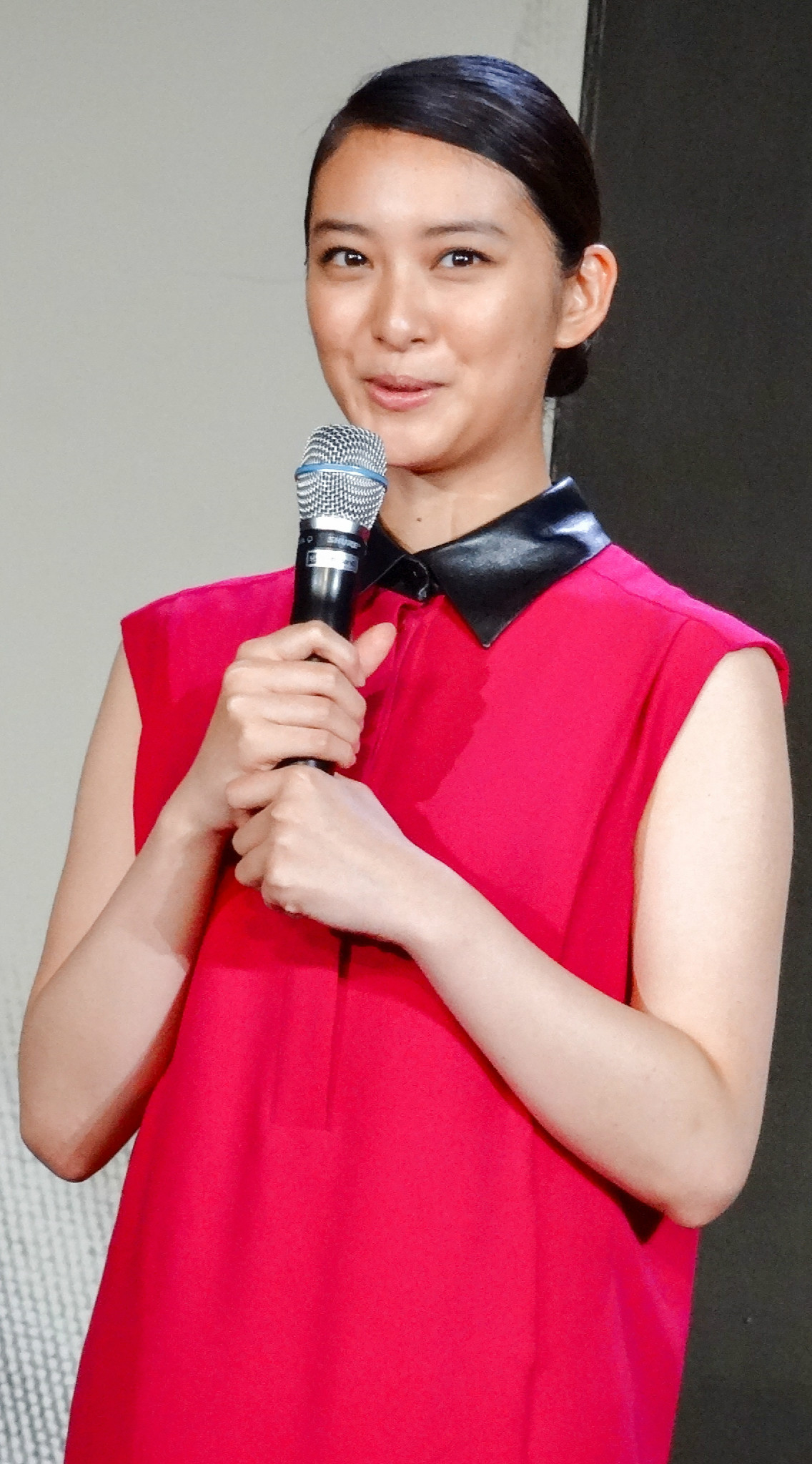
Takei Emi
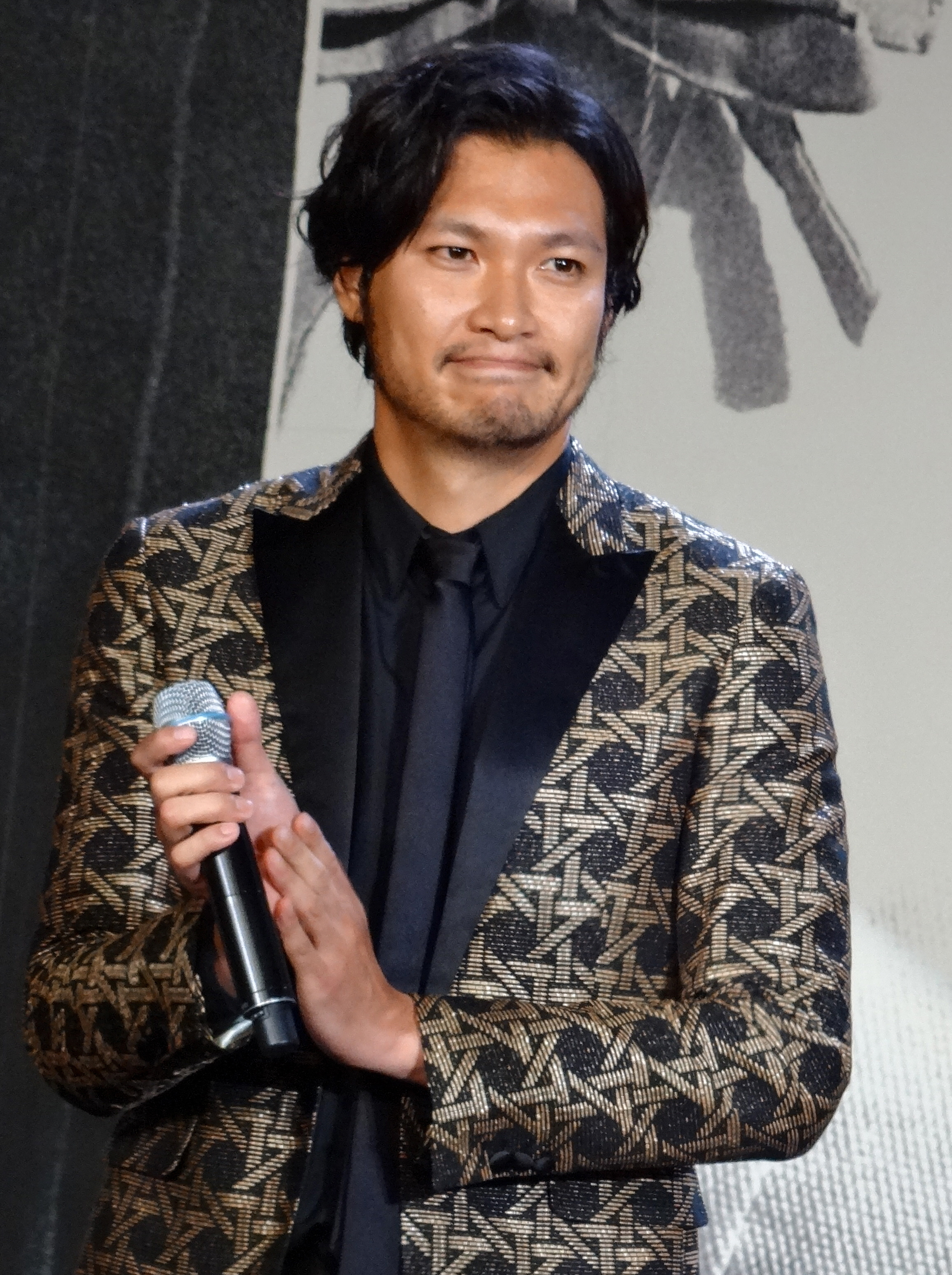
Aoki Munetaka

## Gyártás
A filmet 2018. november 4. és 2019. június 29. között forgatták együtt az ötödik filmmel. 43 helyszínen forgattak, többek között Kiotóban, Narában, Sigában, Miében, Hjógóban, Kumamotóban, Hirosimában, Tocsigiben, szaitamában, Sizuokában, Oszakában és Naganóban. Mintegy 6000 statiszta dolgozott a filmen.
A film Renegade című betétdalát a One Ok Rock együttes adja elő.

## Fogadtatás
A film az első három napon 745 millió japán jen (kb. kétmilliárd forint) bevételt produkált.